# Lasse Vibe
Pour les articles homonymes, voir Vibe.
Lasse Vibe né le 22 février 1987 à Aarhus au Danemark, est un footballeur international danois. Il évoluait au poste de attaquant.

## Biographie

### Carrière en club
Après avoir évolué dans plusieurs clubs danois depuis son début en pro, Lasse Vibe rejoint le club de l'IFK Göteborg en juin 2013. Lors de la saison 2014, il devient le meilleur buteur du championnat suédois en inscrivant 23 buts en 26 matches.
Le 24 juillet 2015, il rejoint Brentford.
Le 10 février 2018, il rejoint Changchun Yatai.
En novembre 2019 est annoncé le transfert de Lasse Vibe au FC Midtjylland à partir du mois de janvier 2020. Le joueur s'engageant pour un contrat courant jusqu'en juin 2021.
Lasse Vibe met un terme à sa carrière de footballeur professionnel à l'issue de la saison 2020-2021, à l'âge de 34 ans.

### Carrière en sélection
Lasse Vibe joue son premier match avec l'équipe du Danemark de football le 3 septembre 2014, lors d'une rencontre amicale contre la Turquie. Il marque son premier but en sélection le 11 octobre de la même année en égalisant contre l'Albanie dans un match comptant pour les éliminatoires du championnat d'Europe de football 2016 (score final : 1-1).